# Реч
Реч (пол. Recz, нім. Reetz) — місто в північно-західній Польщі, на річці Іна. 
На 31 березня 2014 року, в місті було 2 977 жителів. 

## Демографія
Демографічна структура станом на 31 березня 2011 року:
|          | Загалом | Допрацездатний вік | Працездатний вік | Постпрацездатний вік |
| -------- | ------- | ------------------ | ---------------- | -------------------- |
| Чоловіки | 1487    | 295                | 1063             | 129                  |
| Жінки    | 1542    | 295                | 933              | 314                  |
| Разом    | 3029    | 590                | 1996             | 443                  |